# Оґрудкі
Оґрудкі (пол. Ogródki, нім. Baumgarten) — село в Польщі, у гміні Барцяни Кентшинського повіту Вармінсько-Мазурського воєводства.
Населення — 208 осіб (2011).
У 1975-1998 роках село належало до Ольштинського воєводства.

## Демографія
Демографічна структура станом на 31 березня 2011 року:
|          | Загалом | Допрацездатний вік | Працездатний вік | Постпрацездатний вік |
| -------- | ------- | ------------------ | ---------------- | -------------------- |
| Чоловіки | 115     | 27                 | 80               | 8                    |
| Жінки    | 93      | 19                 | 55               | 19                   |
| Разом    | 208     | 46                 | 135              | 27                   |